# Розсвіт (Томський район)
Розсві́т (рос. Рассвет) — селище у складі Томського району Томської області, Росія. Входить до складу Копиловського сільського поселення.

## Населення
Населення — 1840 осіб (2010; 1876 у 2002).
Національний склад (станом на 2002 рік):
- росіяни — 94 %